# Kodeks 0148
Kodeks 0148 (Gregory-Aland no. 0148) ε 51 (Soden) – grecki kodeks uncjalny Nowego Testamentu na pergaminie, paleograficznie datowany na VIII wiek. Rękopis przechowywany jest w Wiedniu . Tekst fragmentu jest cytowany w krytycznych wydaniach greckiego Nowego Testamentu, opublikowany został w roku 2008.

## Opis
Do dziś zachowała się jedna karta kodeksu (21,5 na 16,5 cm) z tekstem Ewangelii Mateusza (28,5-19). Pergamin ma ciemną barwę z obu stron, pomimo tego tekst zachował się w dobrym stanie.
Tekst pisany jest dwoma kolumnami na stronę, w 24 linijkach w kolumnie , 14 liter w linijce. Litery są niewielkie, skryba stosuje punktację, przydech mocny oraz akcenty. Znaki diakrytyczne oznaczają koniec słów oraz fraz.
Nomina sacra pisane są skrótami. Fragment zawiera następujące skróty: ΙΣ (Jezus), ΙΝ (Jezusa), ΟΥΝΩ (niebo).

## Tekst
Tekst kodeksu reprezentuje mieszaną tradycję tekstualną. Kurt Aland zaklasyfikował go do kategorii III, co oznacza, że jest ważny dla poznania historii tekstu Nowego Testamentu. Warianty rękopisu o charakterze gramatycznym są wynikiem kopiowania ze słuchu.
Warianty tekstowe (względem NA27)
Mt 28,8 – απελθουσαι (odeszły) ] εξελθουσαι (odeszły)
Mt 28,9 – brak ] ως δε επορευοντο απαγγειλαι τοις μαθεταις αυτου (a gdy szły, aby opowiedzieć to uczniom jego)
Mt 28,9 – Ιησους (Jezus) ] ο Ιησους (Jezus)
Mt 28,9 – υπηντησεν (zastąpił) ] απηντησεν (zastąpił)
Mt 28,14 – επι (nad) ] υπο (przez)
Mt 28,17 – brak ] αυτω (mu)
Mt 28,18 – ουρανω (nieba) ] brak
Mt 28,19 – ουν (więc) ] brak
Pierwszy wariant z Mt 28,9 wspierany przez Kodeks Aleksandryjski, Kodeks Efrema, Codex Regius, rodzinę Lake’a i rękopisy bizantyńskiej tradycji tekstualnej.

## Historia
Nieznane jest miejsce powstania rękopisu, uncjała jest charakterystyczna dla późnych bizantyjskich rękopisów, nie posiada cech uncjały koptyjskiej. Sugerowana jest Syria. Fragment znaleziony został w Kubbat al-Chazna w Damaszku. Pierwszy opis fragmentu sporządził Hermann von Soden w 1902 roku. Na listę rękopisów Nowego Testamentu wciągnął go C.R. Gregory w 1908 roku, oznaczając go przy pomocy siglum 0148. Gregory nie widział fragmentu osobiście, oparł się na opisie Hermanna von Sodena.
Rękopis pisany jest późną uncjałą. Na późną datę wskazują znaki diakrytyczne. Hermann von Soden datował fragment na VIII wiek. Według Stanleya E. Portera oraz Wendy J. Porter z paleograficznego punktu widzenia możliwy jest zarówno VIII, jak i IX wiek. INTF datuje fragment na VIII wiek .
Tekst fragmentu długo nie był publikowany. W 2008 roku Stanley E. Porter oraz Wendy J. Porter opublikowali faksymile fragmentu oraz transkrypcję jego tekstu. Cytowany jest w krytycznych wydaniach greckiego Nowego Testamentu. W 27 wydaniu Nestle-Alanda (NA27) zaliczony został do grupy rękopisów cytowanych w pierwszej kolejności.
Rękopis jest przechowywany w Austriackiej Bibliotece Narodowej (Suppl. Gr. 106), w Wiedniu .